# Matías Molle
Matías Molle (Mercedes, Argentina; 5 de diciembre de 1976) es un político argentino del Partido Justicialista. Es Diputado de la Nación Argentina por Buenos Aires desde 2023.

## Biografía
Molle estudió Ciencias de la Comunicación en la Universidad de Buenos Aires. Entre 2012 y 2015, fue Director Nacional del Registro Nacional de Armas y Explosivos (RENAR) de la República Argentina.
Como político, fue concejal de San Fernando entre 2017-2019, y Diputado de la Provincia de Buenos Aires entre 2019-2023, siendo asignado en reemplazo de Santiago Révora quien asumió como Subsecretario de Asuntos Municipales. Además, en 2015 se presentó como candidato a Intendente de San Fernando, perdiendo ante Luis Andreotti.
En las Elecciones legislativas de 2023 fue electo Diputado de la Nación Argentina por Buenos Aires, en el 11vo lugar de la lista Unión por la Patria.

## Historial electoral
|  | 22,73 % |

|  | 31,21 % |

|  | 43,71 % |

## Vida personal
Escribió una novela en 2021, La Fórmula de lo Real.